# Barry C. Barish
Barry C. Barish (27 de enero de 1936) es un físico experimental estadounidense, ganador (junto con Rainer Weiss y Kip Thorne) del Premio Nobel de Física, "por sus contribuciones decisivas al detector LIGO y la observación de las ondas gravitacionales") y del Premio Princesa de Asturias de Investigación Científica y Técnica, ambos en el 2017. Es profesor emérito en la Cátedra Ronald y Maxine Linde de física del Instituto de Tecnología de California. Es un experto en ondas gravitacionales.[cita requerida]